# Evan Helmuth
Evan Helmuth (Reston, Virginia, 1977. május 18. – Los Angeles, Kalifornia, 2017. július 17.) amerikai színész.

## Filmjei

### Mozifilmek
- Self Storage (1999)
- Frank's Book (2001, rövidfilm)
- Silent Story (2001, rövidfilm)
- Inside (2002, rövidfilm)
- Speakeasy (2002)
- A fiatalkorú (The United States of Leland) (2003)
- The Pick Up (2003, rövidfilm)
- Halálos hétvége (Dead & Breakfast) (2004)
- Garfield (2004)
- Szívem csücskei (Fever Pitch) (2005)
- Anyámon a tanárom (Mr. Woodcock) (2007)
- Never After (2007, rövidfilm)
- Az utolsó lövés (The Last Lullaby) (2008)
- The 7th Claus (2008, rövidfilm)
- Ready or Not (2009)
- Other People's Parties (2009)
- Removal (2010)
- Az ördög benned lakozik (The Devil Inside) (2012)
- Commander and Chief (2012)
- Jobs (2013)

### Tv-filmek
- Love's Christmas Journey (2011)

### Tv-sorozatok
- Fastlane – Halálos iramban (Fastlane) (2002, egy epizódban)
- Amerikai család (American Family) (2004, egy epizódban)
- Titkos küldetés (E-Ring) (2005, egy epizódban)
- Alias (2005, egy epizódban)
- N.C.I.S. (2006, egy epizódban)
- CSI: New York-i helyszínelők (CSI: NY) (2006, egy epizódban)
- Miért pont Brian? (What About Brian) (2007, egy epizódban)
- Castle (2010, egy epizódban)
- Dr. Csont (Bones) (2012, egy epizódban)
- Awake (2012, egy epizódban)
- Ügyféllista (The Client List) (2012, egy epizódban)
- Született detektívek (Rizzoli & Isles) (2012, egy epizódban)
- Észlelés (Perception) (2013, egy epizódban)
- Battle Creek (2015, egy epizódban)